# قرن علامة (يريم)

تعديل مصدري - تعديل

قرن علامة هي إحدى قرى عزلة بني عمر بمديرية يريم التابعة لمحافظة إب، بلغ تعداد سكانها 158 نسمة حسب تعداد اليمن لعام 2004.